# Ellopostoma megalomycter
Ellopostoma megalomycter es una especie de peces de la familia Balitoridae en el orden de los Cypriniformes.

## Morfología
Los machos pueden llegar alcanzar los 4,9 cm de longitud total.

## Alimentación
Come pequeños invertebrados, algas y detritus.

## Distribución geográfica
Se encuentran en Asia: Malasia y Borneo.

## Hábitat
Es un pez de agua dulce y de clima tropical.